# Длужек (Любуське воєводство)
Длужек (пол. Dłużek, нім. Dolzig) — село в Польщі, у гміні Любсько Жарського повіту Любуського воєводства.
Населення — 294 особи (2011).
У 1975-1998 роках село належало до Зеленогурського воєводства.

## Демографія
Демографічна структура станом на 31 березня 2011 року:
|          | Загалом | Допрацездатний вік | Працездатний вік | Постпрацездатний вік |
| -------- | ------- | ------------------ | ---------------- | -------------------- |
| Чоловіки | 150     | 39                 | 97               | 14                   |
| Жінки    | 144     | 25                 | 81               | 38                   |
| Разом    | 294     | 64                 | 178              | 52                   |